# Brunch

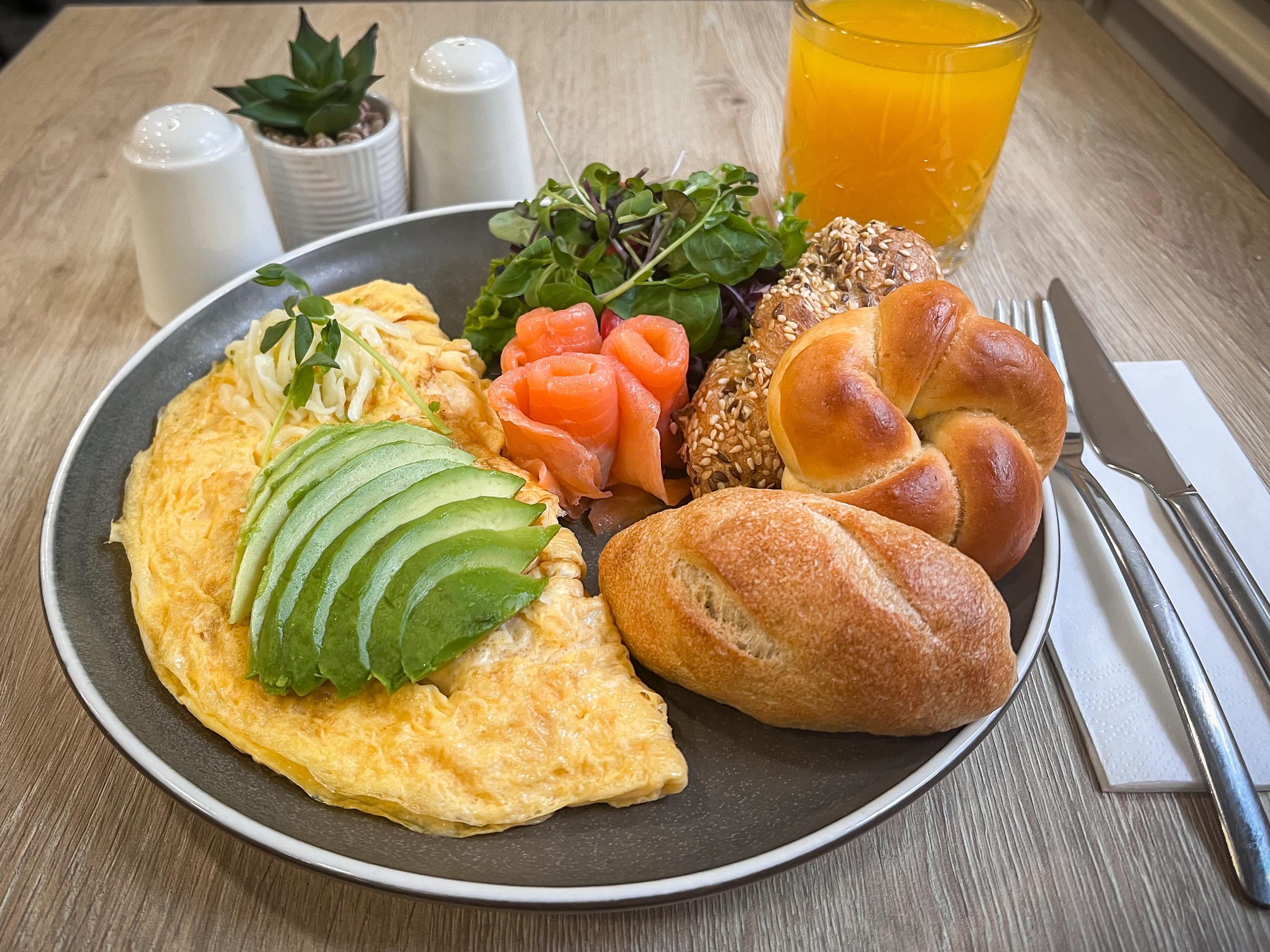
Esempio di brunch a Budapest

Il termine inglese brunch, una parola macedonia risultato della fusione tra breakfast (colazione) e lunch (pranzo), indica un pasto consistente in una mescolanza tra prima e seconda colazione anglosassone, consumato solitamente a metà o tardo mattino.

## Descrizione
Le origini del pasto affondano nell'Inghilterra del XIX secolo, rifacendosi ai fastosi buffet organizzati dall'aristocrazia al termine delle battute di caccia; il termine «brunch» venne coniato solo nel 1895 grazie allo scrittore Guy Beringer, che così volle appellare la sua idea di colazione domenicale, più sostanziosa del solito onde potersi riprendere dagli eccessi del sabato sera. La moderna tradizione del brunch nella cultura di massa nasce tuttavia negli Stati Uniti d'America intorno agli anni 30 del XX secolo.
Il pasto viene servito generalmente tra le 11 e le 15, ed è composto da tutti gli elementi tipici di una colazione dolce, con l'aggiunta di carni fredde, salumi, formaggi, torte (dolci o salate) o frutta.

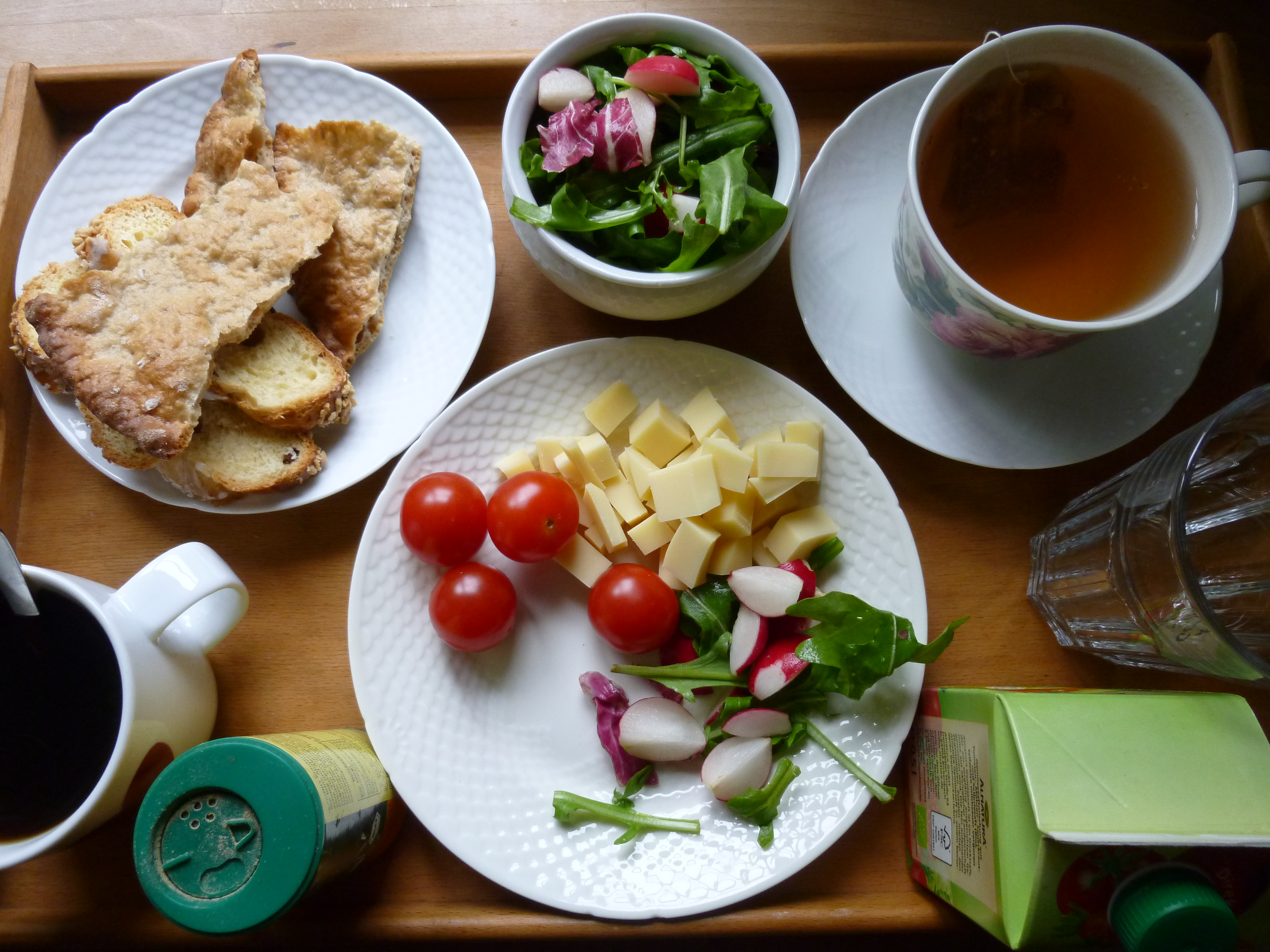
Esempio di brunch casalingo

La sua diffusione è dovuta soprattutto alla comodità di un pasto meno formale di una colazione o un pranzo, assieme alla possibilità di servirsi da un buffet sul quale è lecito proporre qualunque tipo di cibo, dolce o salato che sia. Il brunch è tipico della domenica, quando ci si alza più tardi del solito e non si ha voglia di aspettare fino all'ora di pranzo per mettere qualcosa sotto i denti.
Un brunch può consistere di tutti gli elementi tipici di una colazione all'inglese o all'americana, come bacon, uova, prosciutto e frittelle, più frutta e pasticceria varia; è altresì possibile proporre arrosti di carne bovina o bianca, gamberetti e pesce affumicato come salmone e aringhe, oltreché insalate di verdura.
La consuetudine del brunch riscuote un certo successo nelle Isole Britanniche e nel Nord America, mentre non è molto diffusa nell'Europa continentale; i locali nei quali viene servito sono pochi ma stanno progressivamente aumentando, anche nel resto d'Europa.